# Sidi Hosni
Sidi Hosni è un comune dell'Algeria, situato nella provincia di Tiaret.